# Oliver Wittke

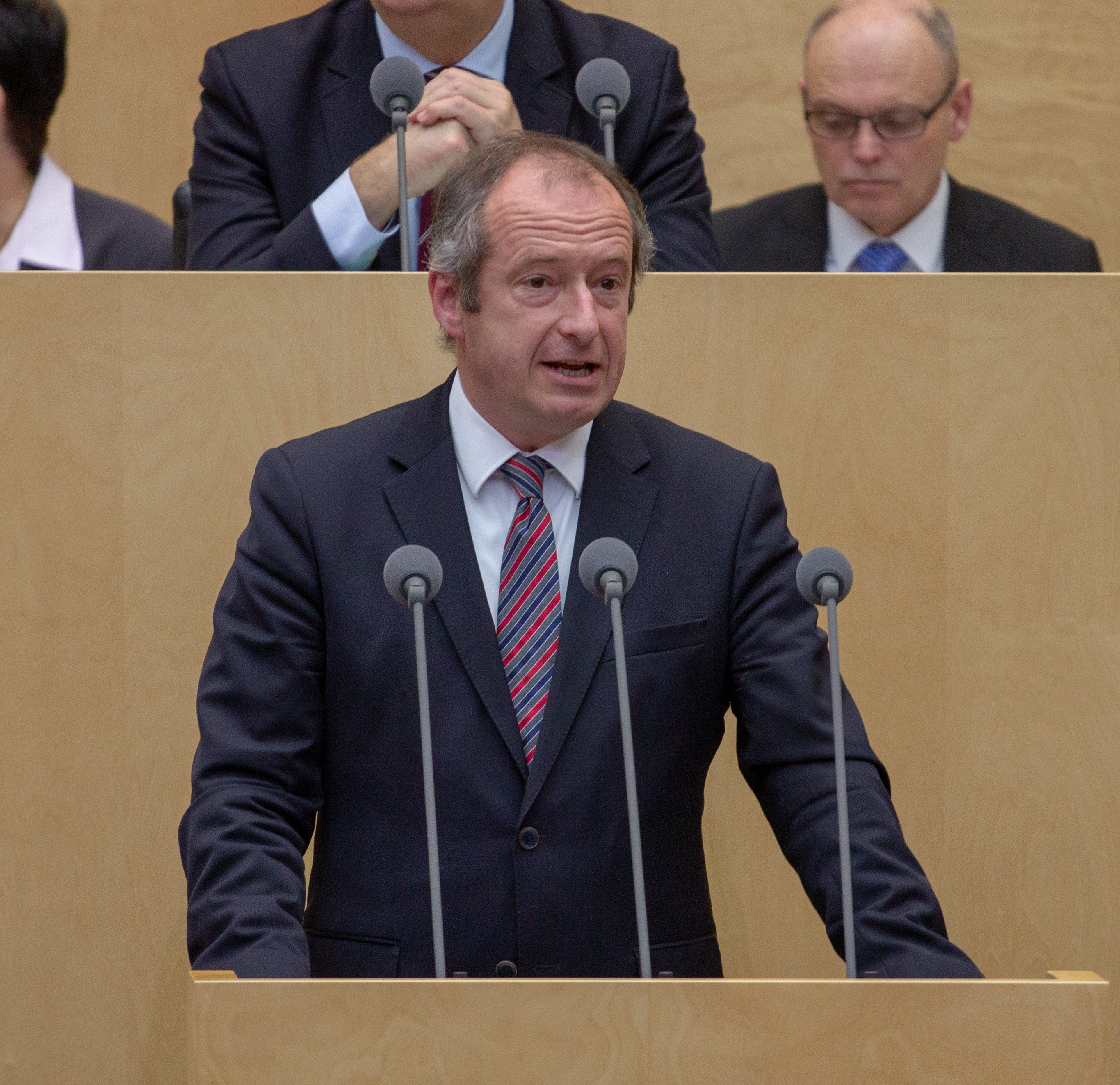
Oliver Wittke im Bundesrat, 2019

Oliver Wittke (* 24. September 1966 in Marl) ist ein ehemaliger deutscher Politiker (CDU), Lobbyist und heutiger ÖPNV-Manager. Seit dem 1. Februar 2024 ist er Vorstandssprecher beim Verkehrsverbund Rhein-Ruhr.
Er war von 1999 bis 2004 Oberbürgermeister der Stadt Gelsenkirchen, von 2005 bis 2009 Minister für Bauen und Verkehr des Landes Nordrhein-Westfalen und von 1995 bis 1999, 2007 bis 2010 und 2012 bis 2013 Mitglied des Landtags Nordrhein-Westfalen. Von 2010 bis 2012 war er Generalsekretär des CDU-Landesverbands Nordrhein-Westfalen.
Von 2013 bis 2021 war Wittke Mitglied des Deutschen Bundestages und von 2018 bis 2019 Parlamentarischer Staatssekretär beim Bundesminister für Wirtschaft und Energie. Von 2021 bis 2023 war er Hauptgeschäftsführer des Zentralen Immobilien Ausschusses (ZIA).

## Ausbildung und Leben
Wittke machte sein Abitur am Leibniz-Gymnasium in Buer. Nach seinem Grundwehrdienst bei der Bundeswehr studierte er Geographie und Wirtschaftswissenschaft an der Ruhr-Universität Bochum. Er ist römisch-katholischer Konfession und wohnt mit seiner Frau und seinen beiden Söhnen in Gelsenkirchen.

## Politischer und beruflicher Werdegang
Wittke trat 1982 in die CDU ein. Von 1989 bis 1995 gehörte er dem Rat der Stadt Gelsenkirchen an. Von 1990 bis 1996 war er Vorsitzender der Jungen Union Ruhrgebiet. Von 1992 bis 2008 war er stellvertretender Vorsitzender, von 2008 bis 2021 Vorsitzender der CDU Ruhr. Von 1994 bis 1999 arbeitete er als Projektassistent bei einer Entwicklungsagentur. Von 2001 bis 2010 war er stellvertretender Landesvorsitzender der CDU Nordrhein-Westfalen.
Vom 1. Juni 1995 bis zum 30. September 1999 war er zum ersten Mal Mitglied des Landtags von Nordrhein-Westfalen, wo er dem Fraktionsvorstand der CDU angehörte. Von 1999 bis 2004 amtierte er als erster direkt gewählter Oberbürgermeister der Stadt Gelsenkirchen; er war zugleich der bis dato jüngste und erste CDU-Oberbürgermeister der Stadt. Von Februar bis Mai 2005 war Wittke Abteilungsleiter bei der Montangrundstücksgesellschaft in Essen.
Am 24. Juni 2005 trat Wittke das Amt des Ministers für Bauen und Verkehr des Landes Nordrhein-Westfalen in der neu gebildeten Landesregierung unter Ministerpräsident Jürgen Rüttgers (CDU) an. Ab dem 10. Dezember 2007 war Wittke als Nachfolger des verstorbenen Wolfgang Aßbrock erneut Mitglied des nordrhein-westfälischen Landtags. Im November 2008 wurde er in Meschede-Olpe (⊙) innerorts mit 109 km/h geblitzt und musste seinen Führerschein für zwei Monate abgeben sowie ein Bußgeld entrichten. Das Vergehen Wittkes führte zu heftiger öffentlicher Kritik und Rücktrittsforderungen, die Wittke zunächst ablehnte. Nachdem der WDR anschließend enthüllte, dass Wittke bereits in seiner Zeit als Oberbürgermeister von Gelsenkirchen wegen eines Geschwindigkeitsverstoßes auf der A 2 bei Herten für einen Monat der Führerschein entzogen worden war, trat Wittke am 11. Februar 2009 vom Ministeramt zurück. Er erklärte in einer Mitteilung, dass er seiner Vorbildfunktion nicht mehr gerecht werden könne.
Mit Ende der 14. Legislaturperiode am 8. Juni 2010 schied er aus dem Landesparlament aus, da er bei der Wahl 2010 kein Mandat erringen konnte. Von 2009 bis 2010 war Wittke in der Geschäftsführung der Hellmich-Unternehmensgruppe in Duisburg tätig.
Am 6. November 2010 wählte der 32. Landesparteitag der CDU-NRW Wittke zum neuen Generalsekretär des Landesverbandes, um die personelle Neuaufstellung der NRW-CDU infolge der Niederlage bei der Landtagswahl 2010 zu unterstützen. Bei der vorgezogenen Landtagswahl 2012 zog Wittke über Platz 4 der CDU-Landesliste zum dritten Mal in den Landtag ein; seine Mitgliedschaft dauerte vom 31. Mai 2012 bis zu seiner Mandatsniederlegung am 16. Oktober 2013.
Vom 22. Oktober 2013 bis zum 30. April 2021 war Wittke Mitglied des Deutschen Bundestages in dessen 18. und 19. Wahlperiode. Bei den Bundestagswahlen 2013 und 2017 erhielt er sein Mandat jeweils über die Landesliste der CDU Nordrhein-Westfalen (Platz 10 bzw. Platz 4), nachdem er seinen Wahlkreis 123 (Gelsenkirchen) nicht gewinnen konnte.
Während seiner Mitgliedschaft im Deutschen Bundestag gehörte er dem Ausschuss für Verkehr und digitale Infrastruktur und dem Ausschuss für die Angelegenheiten der Europäischen Union an. Darüber hinaus war er ordentliches Mitglied im Unterausschuss „Kommunales“ und stellvertretendes Mitglied im Ausschuss für Umwelt, Naturschutz, Bau und Reaktorsicherheit sowie im Innenausschuss. Von März 2018 bis zum 8. November 2019 war Wittke zudem Parlamentarischer Staatssekretär beim Bundesminister für Wirtschaft und Energie.
Im Oktober 2019 wurde bekannt, dass Wittke zum Hauptgeschäftsführer des Zentralen Immobilien Ausschusses berufen werden soll. Als Inhaber eines öffentlichen Amtes, welches der Bundesregierung zugeordnet ist, konnte er diese Position jedoch erst am 9. März 2021 nach einer Entscheidung einer Kommission des Bundeskabinetts antreten. Er hatte dieses Amt bis Jahresende 2023 inne; Aygül Özkan folgte ihm nach.
Seit dem 1. Februar 2024 ist Wittke Vorstandssprecher beim Verkehrsverbund Rhein-Ruhr.

## Bundespolitik

### Verkehrspolitik
Nach der Verabschiedung des Ausbaugesetzes zum Bundesverkehrswegeplan am 2. Dezember 2016 bezeichnete Wittke den deutlichen Anstieg auf fast 13 Milliarden Euro für Ausbau und Neubau von Autobahnen und Bundesstraßen in Nordrhein-Westfalen als „einen richtig dicken Schluck aus der Pulle“. Damit würde NRW zum ersten Mal seit Jahrzehnten die höchsten Zuschüsse aller Länder bekommen. Gleichzeitig wurden die Bundesmittel für den Schienenverkehr drastisch gekürzt.

### Kritik am „Ruhrplan“
Oliver Wittke nannte es einen „Witz“, dass der damalige Bundesminister für Wirtschaft und Energie Sigmar Gabriel (SPD) laufende Bundesprogramme, die für ganz Deutschland gelten, im Nachhinein als „Ruhrplan“ verkaufe. „Wir brauchen kein Sonderprogramm für das Ruhrgebiet, wir brauchen Hilfe bei den hier vorherrschenden Problemen.“ Dies seien marode Straßen und Brücken, zersplitterter Nahverkehr, Lücken bei der Digitalisierung und die Energiewende. Zuvor hatte das Bundeswirtschaftsministerium abgestritten, an einem „Ruhrplan“ zu arbeiten, obwohl der ebendiesem vorstehende Minister im März 2015 angekündigt hatte, einen entsprechenden Plan federführend erarbeiten zu lassen.
Wittke flog am Anfang März 2015 gemeinsam mit der Integrationsbeauftragten der Unionsfraktion, Cemile Giousouf, in den Nord-Irak, um 16 Tonnen Hilfsgüter aus dem Ruhrgebiet zu übergeben. Diese dreitägige Reise bezeichnete er später als das Eindrucksvollste, was er in seiner bisherigen Politikerlaufbahn erlebt habe.

## Landespolitik

### Verkehrspolitik
Wittke ließ als eine seiner ersten Amtshandlungen als Verkehrsminister in NRW die Veröffentlichung der von der Vorgängerregierung weitgehend fertiggestellten Integrierten Gesamtverkehrsplanung (IGVP) stoppen und das Werk einer Neubewertung unterziehen. Dabei schaffte er den prinzipiellen Vorrang für die Schiene ab und ließ alle Projekte auf der Basis einer Kosten-Nutzen-Analyse beurteilen. Verbände und betroffene Gemeinden kritisierten, dabei habe eine einseitige Verschiebung der Bewertungen zulasten von Schienenverkehrsprojekten nach teilweise nicht nachvollziehbaren Kriterien stattgefunden.

#### Straßenverkehr
Minister Wittke setzte sich für ein generelles Überholverbot für Lkw ein. Auf Bundesebene plante er eine Anhebung der zulässigen Mindestgeschwindigkeit für Lkw auf Autobahnen von 60 auf 80 Kilometer pro Stunde. Er wollte mit dieser Initiative die so genannten „Elefantenrennen“ verhindern, die häufig zu Unfällen und Verkehrsstaus führen würden.
Eine geplante Anhebung der Bußgelder für Bagatell-Verkehrsverstöße bezeichnete Wittke als „reine Abzocke“.

#### Schienenverkehr
Wittke sprach sich als Verkehrsminister mehrfach gegen Schienenbauprojekte und Reaktivierungen in Nordrhein-Westfalen aus. So sprach er sich gegen die Wiederaufnahme der 175 Jahre alten Eisenbahnverbindung Antwerpen–Duisburg (Eiserner Rhein) für den internationalen Güterverkehr aus. Wittke erklärte, dass die historische Strecke nicht mehr zeitgemäß sei. Dem Schutz der Anwohner würde nicht Rechnung getragen, da Wohnhäuser zu nah an die Strecke herangebaut seien. Stattdessen würden andere Alternativen geprüft. Die Landesregierung schlug später vor, eine neue Strecke entlang der A52 zu bauen.
Anfang 2005 äußerte Wittke die Absicht, die Oleftalbahn und die Wiehltalbahn gegen geltendes Recht stilllegen zu wollen. Dagegen protestierten Eisenbahnfreunde in der Eifel und im Bergischen Land. Beide Strecken, auf denen an Sommerwochenenden Fahrten mit Dampfzügen und Schienenbussen stattfinden, sind insbesondere bei Touristen, Ausflüglern und Bahnfreunden beliebt. Ein höchstrichterliches Urteil führte schließlich dazu, dass der Weiterbestand der Wiehltalbahn für weitere 50 Jahre gesichert wurde.

### Regenerative Energien
Bereits als Oberbürgermeister von Gelsenkirchen veranstaltete er eine „Klimatour“ mit einem in Gelsenkirchen entwickelten von Brennstoffzellen angetriebenen Fahrrad. Als Generalsekretär der CDU Nordrhein-Westfalen betonte Wittke die Wichtigkeit der Energiewende für das Land. „Wir müssen in Nordrhein-Westfalen die Energiewende umsetzen. Wir müssen deutlich machen, dass wir den Haushalt sanieren und die Schuldengrenze einhalten wollen.“ Die Subventionspolitik für Windkraft der rot-grünen Vorgängerregierung kommentierte Wittke nach dem Antritt des Ministeramtes mit den Worten „Das ist das Erste, was wir kaputtmachen werden. Das war Ideologie und Ideologie, das war früher“.

### Kritik an Personalplänen
Im September 2007 beabsichtige Wittke, den Geschäftsführerposten der landeseigenen Wohnungsbauförderungsanstalt (WFA) mit dem vormaligen Direktor der Sparkasse Gelsenkirchen, Matthias Klein, zu besetzen. Dies brachte ihm im Landtag und in den Medien massive Kritik ein. Kleins Eignung für den Posten wurde in Frage gestellt. Am 19. September wurde Wittke im Landtag dazu befragt. Er äußerte sich mit: „Mir war bekannt, dass ich Herrn Klein kenne.“ Klein zog seine Bewerbung zurück.

### Anfrage der Grünen wegen Panini-Fußballbildern
Im Vorfeld der Fußball-Weltmeisterschaft in Deutschland, im Mai 2006, fiel Minister Wittke auf, als er während einer Aktuellen Stunde zur Hartz-IV-Gesetzgebung im Düsseldorfer Landtag Panini-Fußball-Bildchen mit dem Abgeordneten Holger Müller tauschte, ordnete und in ein Sammelheft einklebte. Dies und seine anschließende Reaktion, dass es schon den Ministern überlassen bleiben müsse, bei welchen Themen sie „andächtig dabei“ seien, veranlasste die Abgeordnete Sylvia Löhrmann (Bündnis 90/Die Grünen) zu einer kleinen Anfrage im Landtag. Daraufhin antwortete Ministerpräsident Jürgen Rüttgers, dass die Anfrage wegen „offenkundiger Humorlosigkeit auf Seiten der Abgeordneten Sylvia Löhrmann“ nicht beantwortet werden könne, schon gar nicht in Zeiten der Fußball-Weltmeisterschaft.

### Bundestagsresolution zum Völkermord an den Armeniern
Am 2. Juni 2016 beschloss der Deutsche Bundestag mit einer breiten Mehrheit den gemeinsamen Antrag von CDU/CSU, SPD und Bündnis 90/Die Grünen, der die Vernichtung von bis zu 1,5 Millionen Armeniern in den Jahren 1915 und 1916 durch die Türkei als Völkermord einstuft. Oliver Wittke enthielt sich der Stimme, da er die Armenien-Resolution für „kontraproduktiv“ halte.
2014 forderte Wittke gemeinsam mit der CDU-Bundestagsabgeordneten Cemile Giousouf, eine den türkischen Präsidenten Erdoğan gegenüber kritische Karikatur aus baden-württembergischen Schulbüchern zu entfernen, was von der baden-württembergischen Landesregierung abgelehnt worden war.

## Kommunalpolitik
In seiner Amtszeit als Oberbürgermeister von Gelsenkirchen brachte Wittke bedeutende Projekte auf den Weg: die Sanierung von Schloss Berge, die Umwandlung des in die Jahre gekommenen Ruhrzoos in die Zoom Erlebniswelt, den Bau der neuen Synagoge, die Sanierung des Hauptbahnhofs und des Hallenbads Buer, den Ausbau der Ufer- und der Vinckestraße sowie den Neubau des A42-Anschlusses.

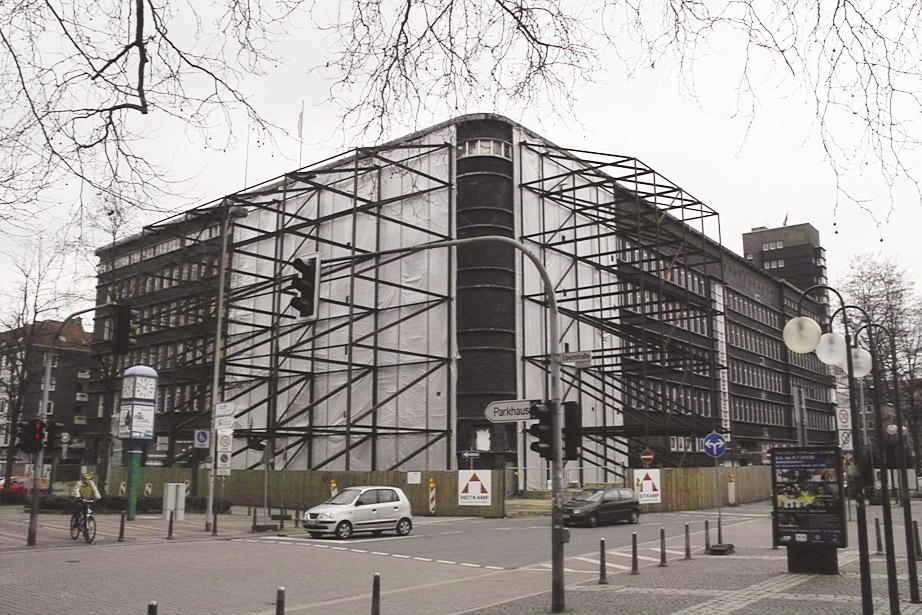
Das Hans-Sachs-Haus

2001 schloss Wittke als Oberbürgermeister von Gelsenkirchen einen Public Private Partnership-Vertrag zur Sanierung des Baudenkmals Hans-Sachs-Haus ab, der in der Lokalpolitik kontrovers diskutiert wurde. Das Thema wurde auch Gegenstand des Kommunalwahlkampfes 2004, wobei insbesondere der später siegreiche SPD-Kandidat Frank Baranowski das Projekt unter dem Schlagwort „Millionengrab Hans-Sachs-Haus“ kritisierte. Nach seiner Wahl kündigte Baranowski den Vertrag unter Hinnahme von erheblichen Kosten. Nach seiner Ernennung zum Minister für Bauen und Verkehr des Landes Nordrhein-Westfalen machte Wittke umfassende Zusagen für Fördermittel des Landes. Damit beteiligte sich das Land schließlich an diesem Projekt, für das die Vorgänger-Landesregierung keine Förderzusagen geben wollte.

## Sonstiges Engagement
Beim Regionalverband Ruhr, welcher zuständig für die staatliche Regionalplanung der Metropole Ruhr ist, war Wittke bis 2020 Mitglied der Verbandsversammlung. Zudem ist er Vorsitzender beim Verein Freunde der Katholischen Akademie in Berlin, sowie seit Ende 2020 Leiter der Deutschen Gesellschaft für Auswärtige Politik (DGAP), einer Denkfabrik für Außenpolitik.